# Dolní Kalná

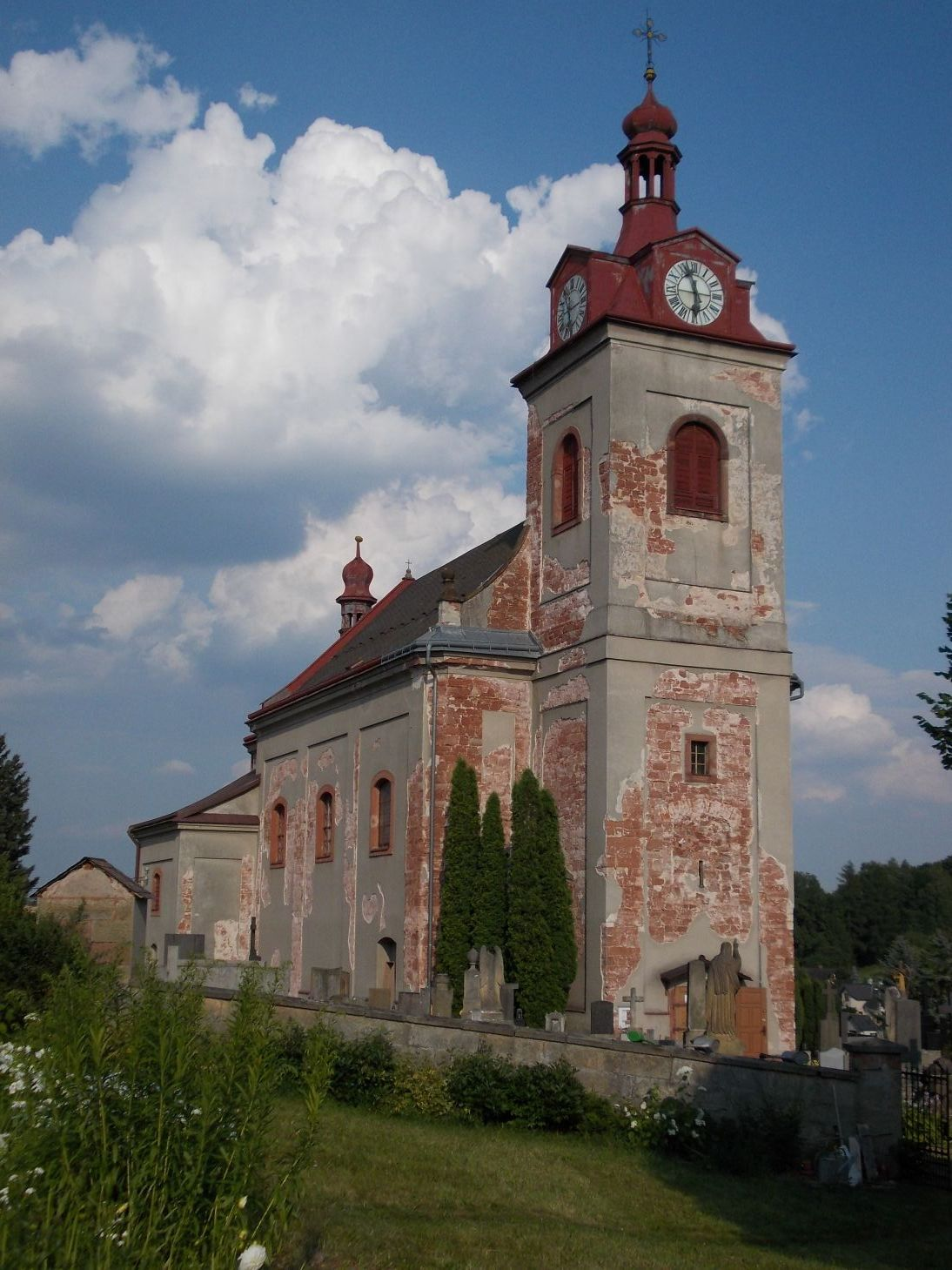
Kirche St. Wenzel

Dolní Kalná (deutsch Nieder Kalna) ist eine Gemeinde in Tschechien. Sie liegt sieben Kilometer westlich von Hostinné und gehört zum Okres Trutnov.

## Geographie
Dolní Kalná erstreckt sich im Riesengebirgsvorland zwischen den Einmündungen des Lhotský potok und der Čistá entlang des Baches Kalenský potok. Zusammen mit dem sich nordwestlich anschließenden Horní Kalná bildet der Ort ein sechs Kilometer langes Waldhufendorf. Nördlich erheben sich der Prašivec (473 m) und der Na Lánech (470 m), im Osten die Sionka (458 m) und Slémě (420 m), südöstlich die Rovně (471 m), im Süden der Paldusový kopec (496 m) sowie westlich der Červený kopec (484 m).
Nachbarorte sind Kunčice nad Labem und Záseky im Norden, Klášterská Lhota und Prosečné im Nordosten, Dobrá Mysl und Slemeno im Osten, Horní Olešnice im Südosten, Přední Ždírnice, Zadní Ždírnice und Borovnice im Süden, Čistá u Horek im Südwesten, Karlov und Bukovina u Čisté im Westen sowie Nový Svět, Studenec, Zálesní Lhota und Horní Kalná im Nordwesten.

## Geschichte
Die erste Erwähnung von Kalná erfolgte 1352 im Zusammenhang mit der Pfarrkirche. Als erster Besitzer des Gutes ist zwischen 1362 und 1364 Peter Ocas von Zásada nachweisbar. Im Jahre 1372 schenkte Karl IV. das Dorf der Propstei Wrchlab bei Klášterská Lhota. Bis ins 15. Jahrhundert gehörte Kalná zu den Gütern der Propstei, die zu Beginn der Hussitenkriege erlosch. Wahrscheinlich wurde das Kloster 1421 durch die Besitzer der benachbarten Herrschaft Arnau, die Brüder Johann und Hynek Kruschina von Lichtenburg zerstört, ältere Quellen geben eine Zerstörung durch Jan Žižka im Jahre 1424 an. Auch die St.-Wenzels-Kirche in Kalná wurde vernichtet. 1436 erhielt Hynek Kruschina von Lichtenburg die Güter der Propstei Wrchlab, die er sich bereits seit 1420 angeeignet hatte, darunter auch Kalná, durch Kaiser Sigismund als Pfandbesitz. Nach Hyneks Tod erwarb Georg von Podiebrad die Güter, der sie 1466 an die Brüder Hynek und Jindřich von Waldstein veräußerte. Im Jahre 1522 wurde Kalná den Herren von Waldstein erblich übertragen, sie hielten den Besitz bis 1628. Im Jahre 1654 erwarb Johann von Morzin die Güter. Seit Beginn des 18. Jahrhunderts wurde Kalná in zwei Siedlungen eingeteilt. Die Grafen Morzin veräußerten Kalná 1796 an den Trautenauer Leinenfabrikanten Ignaz Falge. Dessen gleichnamiger Sohn verkaufte am 1. Jänner 1834 das Gut Tschista samt allem Zubehör, darunter auch Kalná, zusammen mit der Herrschaft Lomnitz an Charles Alain de Rohan-Guéméné. Zu dieser Zeit bestand das Dorf Kallna / Kalna  aus 252 Häusern und 1498 Einwohnern. Bis zur Mitte des 19. Jahrhunderts blieb Kalná dem Allodialgut Čistá untertänig.
Nach der Aufhebung der Patrimonialherrschaften trennten sich Horní Kalná und Dolní Kalná ab 1849 in zwei eigenständige Gemeinden. Zur Gemeinde Dolní Kalná, die ab 1850 Teil der Bezirkshauptmannschaft Jičín und des Gerichtsbezirkes Nová Paka wurde, gehörte auch die Ansiedlung Slemeno. Die gemeinsame Hausnummerierung für beide Gemeinden bestand bis 1880. Slemeno löste sich 1899 los und bildete eine eigene Gemeinde. Ab 1900 gehörte Dolní Kalná zum Bezirk Nová Paka. Die Gemeinde umfasste im Jahre 1900 eine Fläche von 706 ha und bestand aus 138 Häusern, in denen 1013 Menschen lebten. Im Gegensatz zum weiterhin landwirtschaftlich geprägten Horní Kalná lebten die meisten Bewohner von Dolní Kalná von der Lohnarbeit in der örtlichen Textilfabrik bzw. in Fabriken der Umgebung. Die Bevölkerung bestand überwiegend aus Tschechen. Daneben wurde in den Rotliegenden- und Zechsteinschichten von Kalna und Huttendorf auch Bergbau betrieben. Die Bevölkerung bestand überwiegend aus Tschechen. Nach dem Münchner Abkommen verblieb Horní Kalná 1938 bei der Tschechoslowakei, wobei das nördlich gelegene Elbtal bis 1945 die Grenze zum Deutschen Reich bildete. Nach der Aufhebung des Okres Nová Paka wurde die Gemeinde 1961 dem Okres Trutnov zugeordnet. Im Jahre 1976 wurden Horní Kalna und Slemeno dem Örtlichen Nationalausschuss Dolní Kalná angeschlossen und mit Beginn des Jahres 1981 gänzlich eingemeindet. Horní Kalná löste sich zum 1. September 1990 wieder los und bildet seither eine eigene Gemeinde. Seit 2011 führt Dolní Kalná ein Wappen und Banner.
Im Karbonschiefer von Kalná finden sich Versteinerungen sowie Malachit und Azurit. In den Hügeln Na Rovních kommen Moosachat, Amethyst, Rauchquarz und Bergkristall vor.

## Ortsgliederung
Die Gemeinde Dolní Kalná besteht aus den Ortsteilen Dolní Kalná und Slemeno.

## Sehenswürdigkeiten
- Pfarrkirche St. Wenzel, der Renaissancebau wurde 1609 unter Wenzel von Waldstein an der Stelle der 1424 zerstörten alten Kirche errichtet und an die Böhmischen Brüder übergeben. 1723 erfolgte unter Wenzel von Morzin eine barocke Umgestaltung einschließlich des Turmanbaus. In der Kirche befand sich eine hölzerne Madonna aus dem Jahre 1350, die heute in der Nationalgalerie in Prag gezeigt wird[3].
- Barockes Pfarrhaus aus dem 18. Jahrhundert
- Friedhof mit Familiengruft der Unternehmerfamilie Nosek und Grab des Schauspielers Petr Čepek (1940–1994)
- Sühnekreuz aus dem Jahre 1719, im Wald Lánu
- Mehrere Sandsteinstatuen und Wegekreuze
- Gezimmerte Chaluppen in Volksbauweise
- Gedenkstein für František Kaván

## Persönlichkeiten
- Josef Karel Šlejhar (1864–1914), der naturalistische Schriftsteller bewirtschaftete bis 1901 einen ererbten Bauernhof in Dolní Kalná. Sein Roman Vraždění (1910) handelt in dem Dorf.
- František Kaván (1866–1941), der Landschaftsmaler schätzte die Landschaft als Motiv für seine Bilder
- Josef Schulhof (1824–1890), Erfinder und Waffenkonstrukteur